# Alexis Zywiecki
Alexis Zywiecki (Lesquin, 10 aprile 1984) è un ex calciatore francese, di ruolo difensore.

## Carriera
Ha giocato 108 partite in Ligue 2 con il Digione.